# Pseudambassis
Pseudambassis is een geslacht van straalvinnige vissen uit de familie van Aziatische glasbaarzen (Ambassidae).

## Soorten
- Pseudambassis baculis (Hamilton, 1822)
- Pseudambassis roberti Datta & Chaudhuri, 1993